# Palais Adoldo
Le palais Adoldo est un édifice Renaissance de Venise, situé dans le quartier Santa Croce et surplombant le Grand Canal. À droite se trouve l'église de San Simeone Piccolo, à gauche le palais Foscari Contarini,.

## Histoire
Le palais a été construit dans la première moitié du XVIe siècle. Le lieu abritait la famille Adoldo ou Adoaldo d'origine grecque affiliée à l'aristocratie vénitienne. Les Adoldo se sont installés à Venise au cours des premiers siècles de la fondation de la ville et ont contribué au financement de la construction de l'église voisine de San Simeone Piccolo. Ils possédaient l'île d'Andros et la moitié de l'île de Sercino que le dernier descendant, Nicolò, mort en 1432, vendit aux Michieli. Un membre de la famille, Lucia Adoldo, a fait don du palais à la paroisse de San Simeone Piccolo, comme en témoigne une inscription sur la façade. La même pierre mentionne qu'en 1520 le bâtiment dangereux a été reconstruit et agrandi par Vittore Spiera,.

## Architecture
La façade se compose de trois étages et d'une mezzanine. Le rez-de-chaussée est recouvert de pierre blanche et présente de simples ouvertures rectangulaires. Les deux étages nobles sont ornés de bifores à colonnes ioniques flanqués d'une paire de monofores de chaque côté. Le premier étage noble comporte deux rangées de pierre sur le mur. Le dernier étage présente une tour centrale  avec trois fenêtres carrées réunies par un arc. À son sommet se trouve une statuette d'aigle.

## Galerie

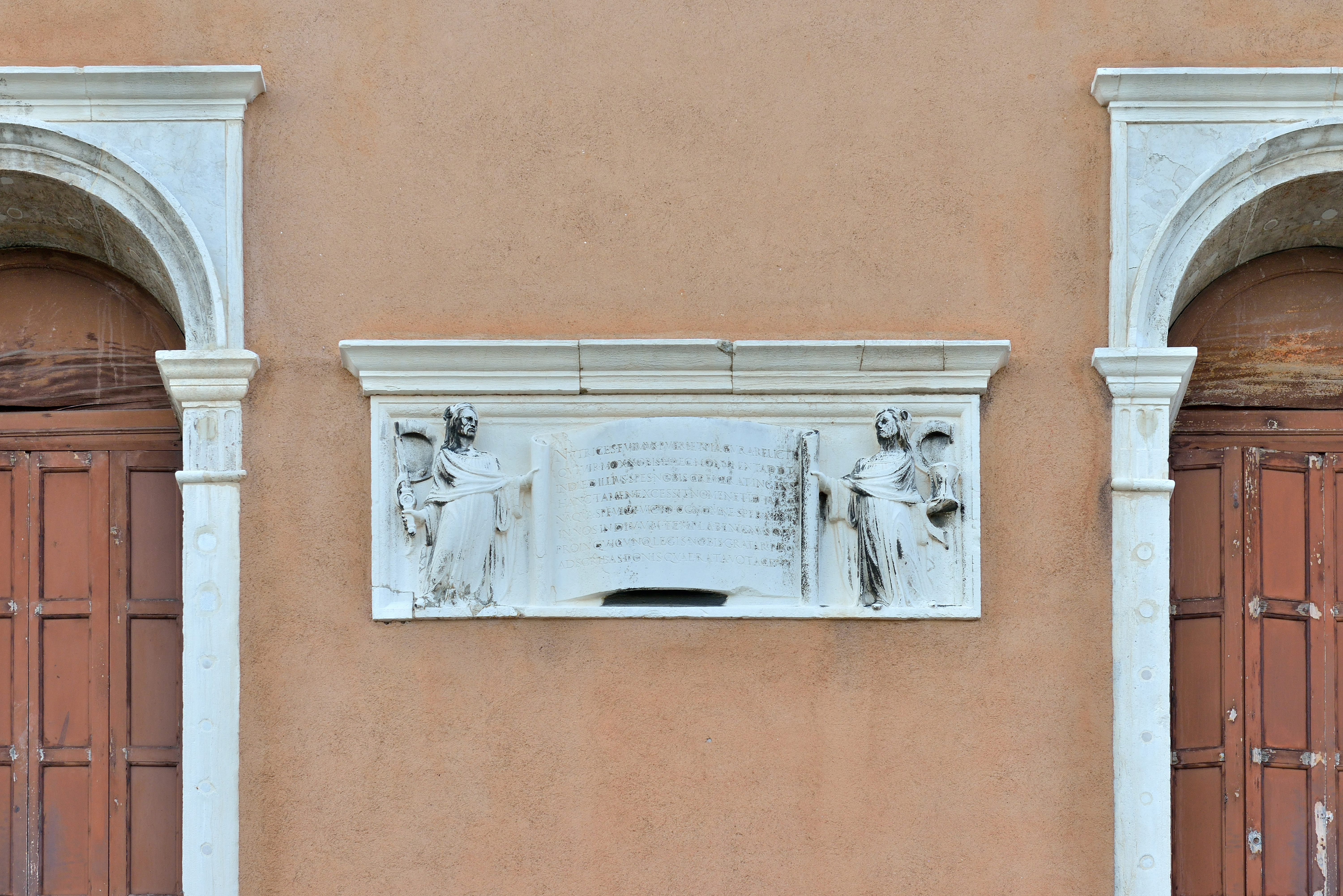
Stèle de droite
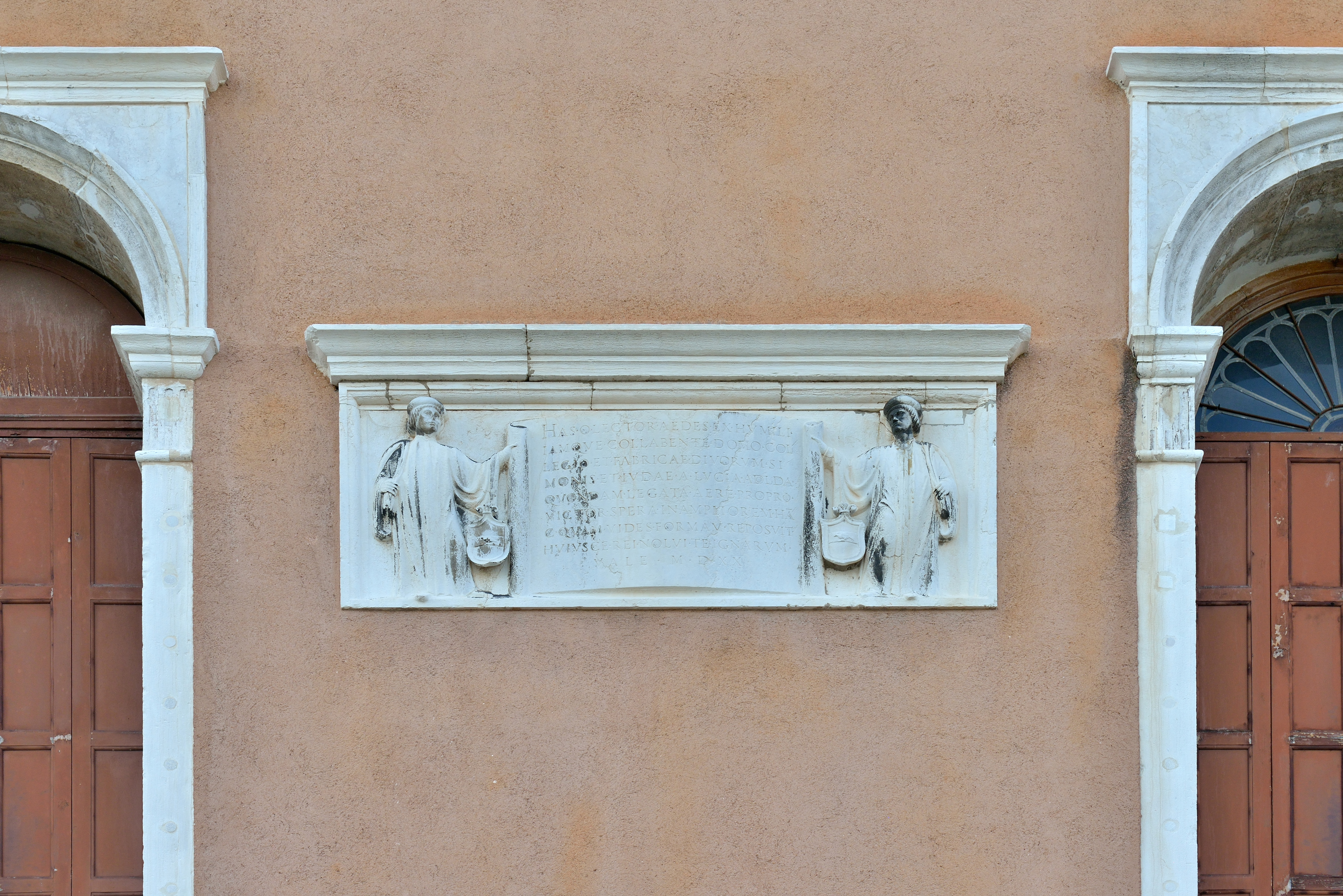
Stèle de gauche
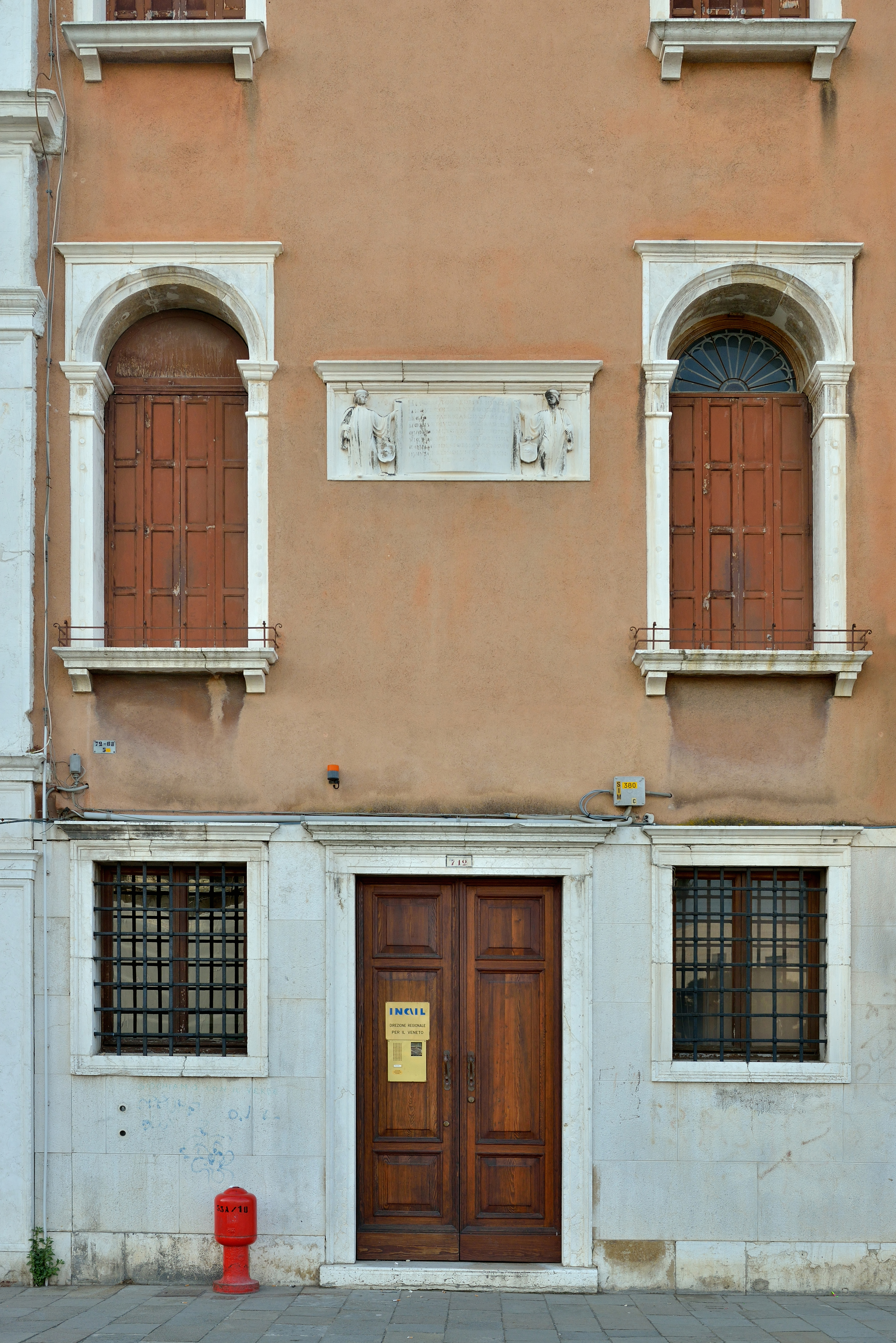
Détails de la façade